# Budynek Zespołu Szkół nr 23 w Warszawie

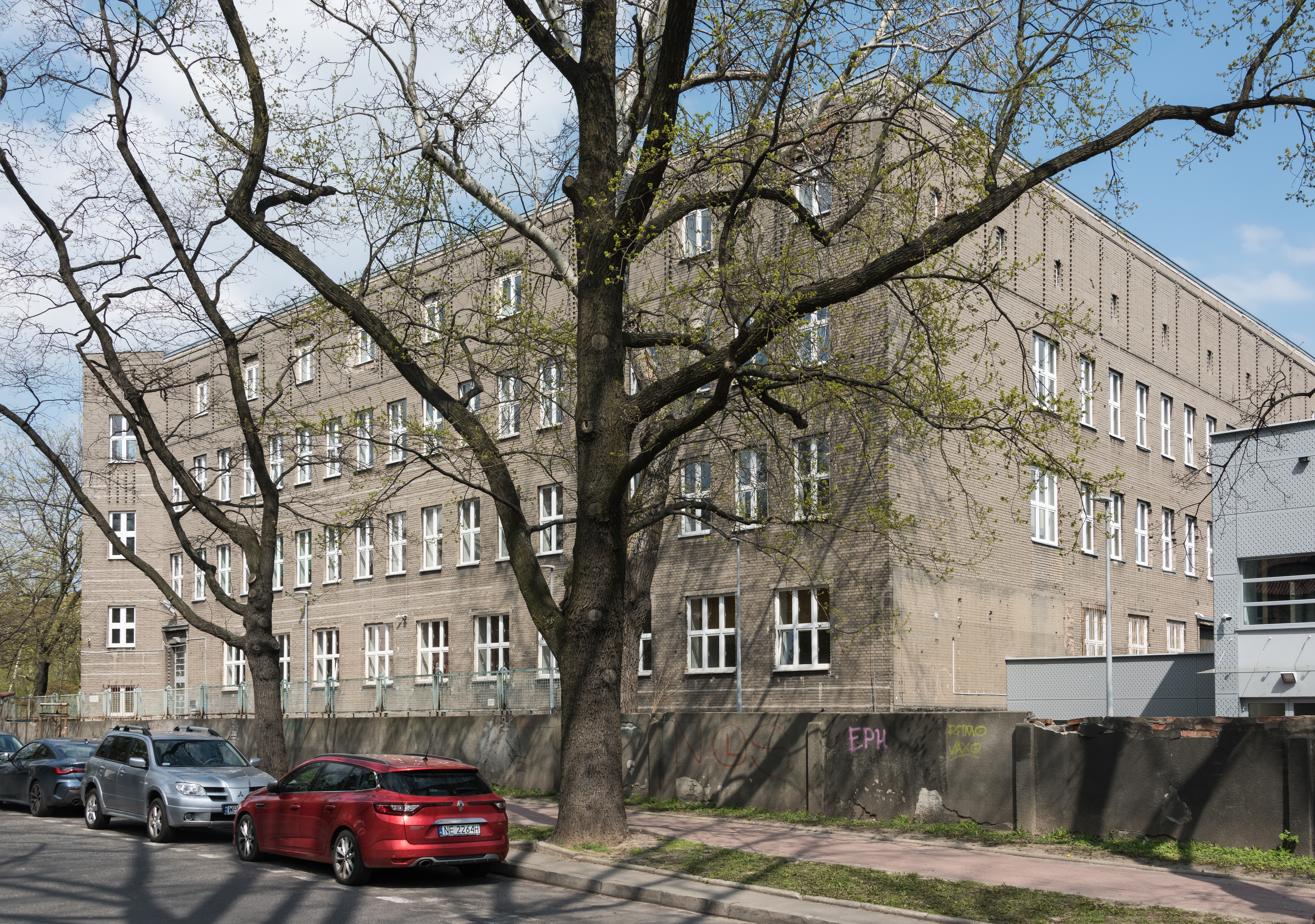
Budynek od strony ul. Hoene-Wrońskiego

Budynek Zespołu Szkół Nr 23 – gmach szkolny wybudowany według projektu Romualda Gutta w latach 1919–1926 przy ul. Górnośląskiej 31 róg ul. Rozbrat w Warszawie. Rozbudowany według projektu Tadeusza Majewskiego i Franciszka Eychoma w latach 1928–1932.

## Opis
Budynek zajmuje parcelę pomiędzy ulicami Rozbrat, Górnośląską i Józefa Hoene-Wrońskiego w Warszawie. Jest to pięciokondygnacyjny gmach wybudowany na planie kwadratu z niezadaszonym dziedzińcem wewnętrznym. Projekt Gutta przewidywał budowę dwóch skrzydeł: od ul. Rozbrat oraz ul. Hoene-Wrońskiego, jednak nie została ona zrealizowana.
Elewację wszystkich skrzydeł oblicowano szarą, cementową cegła, która jest przykładem dekoracji w stylu art déco. Przy tworzeniu fasady architekt inspirował się gotykiem i ekspresjonizmem. Na dwóch wyższych kondygnacjach umieszczono okna dwuskrzydłowe, natomiast w partii dwóch dolnych pięter znajdują się szerokie okna trójskrzydłowe. Ostatnie piętro, mające formę attyki, zostało oddzielone od pozostałych ceglanym gzymsem z fryzem w postaci małych, wielostopniowych, kroksztynów.
Gmach jest przykładem architektury modernistycznej, charakterystycznej dla Romualda Gutta.
Gmach znajduje się niedaleko Kolonii Profesorskiej, gdzie w zaprojektowanych przez siebie domach mieszkali znani architekci dwudziestolecia międzywojennego, m.in. Romuald Gutt, Zdzisław Mączeński, Tadeusz Bogdan Zieliński oraz Czesław Domaniewski. Ten sam styl architektoniczny, co budynek Zespołu Szkół Nr 23, reprezentuje pobliska willa profesora Gutta wybudowana w latach 1926–1928 przy ul. Hoene-Wrońskiego 5.

## Historia
Powstały w latach dwudziestych XX w. gmach przeznaczony był na 4-klasową Państwową Szkołę Handlową dla dziewcząt, na żeńskie Liceum Handlowe i Szkołę Przemysłową.
W latach 1939–1941 w budynku mieściła się niemiecka szkoła Deutsche Handel und Handwerkerschule, w późniejszych latach okupacji znajdowała się tam placówka Wehrmachtu. W czasie powstania warszawskiego budynek był niemieckim bastionem, sąsiadującym z budynkami opanowanymi przez powstańców po drugiej stronie ulicy Rozbrat. 
Po II wojnie światowej, w latach 1945–1951, placówka ponownie została przeznaczona na potrzeby szkolnictwa zawodowego. W budynku mieściły się Państwowe Żeńskie Gimnazjum Krawieckie i Bieliźniarskie, Państwowe Żeńskie Gimnazjum Handlowe, Państwowe Żeńskie Liceum Przemysłu Odzieżowego I Stopnia, Państwowe Żeńskie Liceum Handlowe, Państwowe Żeńskie Liceum Administracyjno–Handlowe I Stopnia, Państwowe Żeńskie Liceum Gospodarcze, a także Prywatne Koedukacyjne Liceum Drogistów prowadzone przez Zrzeszenie Drogistów Rzeczypospolitej Polskiej.
Od września 1951 budynek jest siedzibą Technikum Budowlanego Nr 1 im. Zdzisława Mączeńskiego.
Począwszy od lat 90. w budynku powstawały kolejno następujące szkoły:
- od 1990 do dziś LVIII Liceum Ogólnokształcące im. Krzysztofa Kamila Baczyńskiego
- 1992–2005 – Technikum Ochrony Środowiska Nr 1
- 1995 – Liceum Techniczne
- 1995–2007 – XVI Liceum Ogólnokształcące Dla Dorosłych im. Orląt Lwowskich
- 2004–2008 – CXXVI Liceum Ogólnokształcące dla Dorosłych.

W 2005 powstała Szkoła Policealna Nr 37 dla Dorosłych, jednak została zlikwidowana.
W skład Zespołu Szkół Nr 23 wchodzą:
- Technikum Budowlane Nr 1 im. Zdzisława Mączeńskiego
- LVIII Liceum Ogólnokształcące im. Krzysztofa Kamila Baczyńskiego[4].